# Ecchi

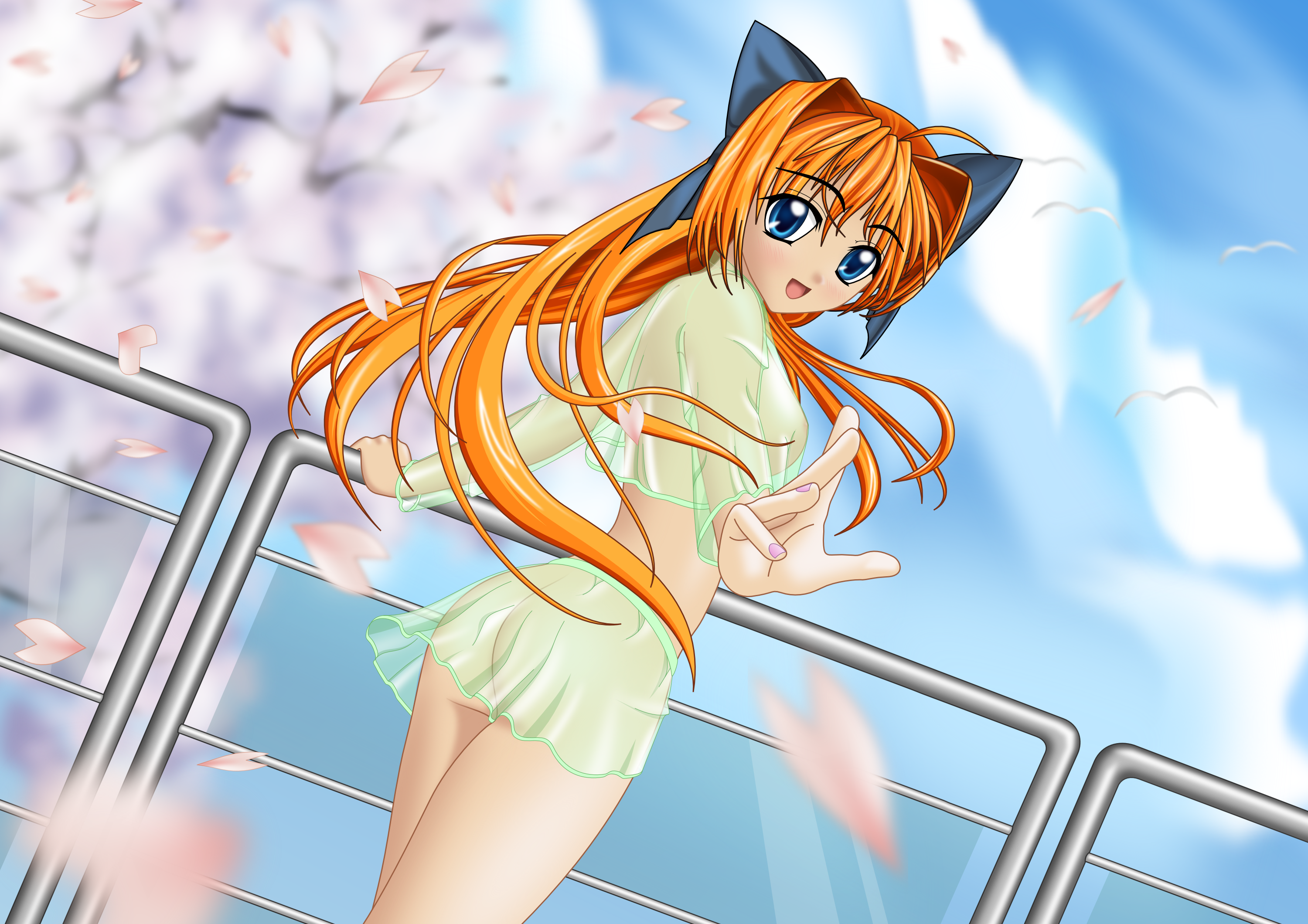
Les vêtements courts ou transparents sont des éléments caractéristiques des œuvres considérées comme étant ecchi en Occident.

Ecchi (エッチ, etchi, se prononce /etːt͡ɕɪ/) est un mot japonais signifiant « indécent », « lubrique » ou encore plus souvent « pervers ». Au Japon, le terme est aussi utilisé avec une connotation sexuelle pouvant avoir le sens de « sexuellement inapproprié », « sexe », « érotique » ou « pornographique ». En Occident, le mot ecchi est utilisé pour définir un genre de manga et de dessins animés japonais à connotation sexuelle.

## Origine et utilisation au Japon
La transcription correcte de エッチ est etchi, il sera écrit comme tel pour indiquer son utilisation au Japon.
Le sens actuel du mot etchi dépend fortement de celui du mot hentai (変態). Pendant l’ère Meiji, le mot hentai, qui a pour sens premier « changement de forme » ou « transformation », est utilisé en science et en psychologie. Il est d’abord utilisé pour parler de troubles tels que l’hystérie ou des phénomènes jugés paranormaux tels que l’hypnose et la télépathie. Le terme prend alors une connotation de « hors norme ».
Dans les années 1910, il est utilisé en sexologie dans l’expression hentai seiyoku (変態性欲, désir sexuel anormal) et est popularisé avec la théorie de la déviance sexuelle (Hentai seiyoku ron) publiée en 1915 par Eiji Habuto et Jun'ichirō Sawada,.
Dans les années 1920, de nombreuses publications ayant pour cible un grand public traitant de sexualité déviante apparaissent, dont des publications associées au mouvement ero-guro-nansensu. Cette période est qualifiée de « hentai boom » par Matsuzawa.
Dans les années 1930, les publications traitant de sexologie sont progressivement censurées et vers la fin des années 1930, la publication est arrêtée.
Après la guerre, dans les années 1950, de nouveaux journaux s’intéressent au hentai. Avec ce regain d’intérêt, le mot hentai est parfois écrit en rōmaji et c’est à ce moment que H, prononcé エッチ (comme nom de la lettre en anglais, /eɪtʃ/), a commencé à être utilisé pour dire hentai.
En 1952, le magazine Shukan asahi rapporte qu’une femme qui se faisait peloter par un inconnu dans un cinéma s’est écriée « ara etchi yo », pouvant être traduit en « hey, c’est pervers ». Dans ce contexte, etchi (et pervers dans la traduction) doit être compris comme « sexuellement inapproprié » et est synonyme de iyarashii (嫌らしい, sexuellement déplacé) ou sukebe (すけべ, un pervers). Dès ce moment, le sens de hentai et de etchi a évolué de façon indépendante.
Dans les années 1960, etchi commence à être utilisé par les jeunes pour faire référence au sexe en général.
En 1965, un journal rapporte que les enfants d’école primaire connaissent des etchi kotoba (mot sexy).
Dans les années 1980, etchi commence à être utilisé pour dire sexe, comme dans l’expression « etchi suru » (faire l’amour),.
Le mot etchi peut servir de qualificatif pour tout ce qui est érotique ou pornographique (films, jeux vidéo, anime, etc.), bien que de nos jours, on lui préfère l'adjectif ero (ero-manga (エロマンガ), ero-game, etc.) ou des expressions telles que adult anime (アダルトアニメ) ou anime/manga interdit aux moins de 18 ans (18禁アニメ • 18禁漫画), manga pour adulte (成人向け漫画 • 成年コミック • 成人漫画, Seijin muke manga • seijin komikku • seijin manga).
Il semblerait que le mot puisse aussi être utilisé dans l’expression H-baito, comme synonyme de enjo kōsai.

## Usage en Occident
En Occident, l’orthographe ecchi est la plus couramment employée, bien que cette orthographe ne respecte pas la méthode Hepburn, selon laquelle il faudrait écrire etchi. Nous pouvons supposer que le mot a initialement été mal transcrit ou transcrit en utilisant une autre technique lorsqu’il a été introduit dans la langue anglaise et française par les amateurs de manga et d’anime.
Le mot ecchi est utilisé pour qualifier une catégorie de manga et d’anime qui présentent du contenu à connotation sexuelle. Les œuvres ecchi s’adressent à un public cible majoritairement masculin hétérosexuel que ce soit shōnen ou seinen. Certaines œuvres destinées à un lectorat féminin présentent également des caractéristiques du ecchi, tel que R-18 Love Report! de Emiko Sugi pour un public shōjo et Ebichu pour un public josei. Par contre, plusieurs œuvres pour un public féminin proposent un contenu à caractère sexuel à des fins romantiques plutôt que comique comme c'est le cas dans le ecchi. Enfin les éléments ecchi sont normalement absents de toute œuvre destinée aux enfants (kodomo).
La catégorie ecchi regroupe les œuvres qui exploitent le thème de la sexualité. Les moyens généralement utilisés sont des références ou des quiproquos à propos de la sexualité dans les dialogues (phrases à double sens, propos pris hors contexte), ainsi que la représentation visuelle de la sexualité, par des quiproquos visuels (personnage dans une position évoquant une relation sexuelle), les vêtements (sous-vêtements, cosplay, vêtements fétiches, etc.), la nudité et la représentation de certains gestes (toucher ou regarder certaines parties du corps). Différents personnages (héros obsédé sexuel ou pédophile) et certains éléments (harem) sont aussi récurrents dans les ecchi.
La sexualité y est généralement utilisée pour créer un effet comique. Dans certains cas, la sexualité y est utilisée de façon plus érotique que comique, tel que dans Mademoiselle météo ou Kekkō Kamen. Par contre, les œuvres proposant des représentations explicites de relations sexuelles et les œuvres de nature pornographique sont couramment appelées hentai en occident.
Le ecchi est un concept très proche du fan service. Le fan service est utilisé pour qualifier des éléments destinés à plaire aux amateurs, sans qu’il y ait de lien nécessaire avec l’histoire ou la trame narrative. Dans les œuvres ecchi, ces éléments sont souvent justifiés par la trame narrative, ou influencent le déroulement de l’histoire. Ils occupent une place prépondérante dans l’œuvre. Il est donc possible de dire que le ecchi est une forme poussée de fan service.

### Caractéristiques
Bien que de nombreux éléments caractérisent les œuvres ecchi, il ne s’agit que d’éléments suggestifs qui se retrouvent de façon plus ou moins importante dans chaque œuvre.
Pour être qualifiée de ecchi, une œuvre doit contenir plusieurs de ces éléments, ou qu'ils soient répétés de façon très régulière (par exemple, dans tous les épisodes d'un anime). Ainsi, malgré quelques éléments observables dans Naruto (techniques sexy de Naruto, dont le harem no jutsu, ou le côté obsédé sexuel de Jiraya), ils ne sont pas assez présents pour que l'œuvre puisse être qualifiée de ecchi.

#### Nudité
Sur le plan graphique, différentes techniques sont utilisées pour montrer des images sexy, généralement en dévoilant des parties du corps féminin.
Certains motifs sont récurrents, tels que les scènes dans une douche, un onsen ou un lit, ou des scènes de combat dans lesquelles les vêtements sont déchirés par des armes ou de la magie. Il est alors possible de voir de la nudité, que ce soit le dos, les fesses et même les seins. Dans certains cas, les circonstances dans lesquelles le corps est exposé relèvent plutôt de la fantaisie, puisque n’importe quelle excuse est bonne pour montrer un personnage partiellement ou complètement nu.
Selon le public cible, l’année de production et les préférences de l’auteur, le niveau de nudité peut varier énormément. Dans certains cas, bien que les seins soient montrés à l’écran, les mamelons et les parties génitales sont voilés par de la fumée, de la mousse, les cheveux, un vêtement, un élément du décor, un effet de lumière, etc. (Blair dans Soul Eater). Dans d’autres cas, les mamelons sont clairement visibles, soit à travers les vêtements très ajustés des personnages (Re: Cutie Honey), où tout simplement dénudés (Kekkō Kamen).
De façon générale, les parties génitales ne sont pas affichées à l’écran, entre autres car il est interdit, en raison de la censure, de montrer les parties génitales à l’écran au Japon. Néanmoins, dans certains cas, les parties génitales sont cachées par de la mosaïque ou un effet de lumière (Golden Boy, Kekkō Kamen) et de façon très rare, les parties génitales sont montrées à l’écran, mais de façon très simpliste (Ebichu).
Bien que ce soient généralement les personnages féminins qui soient présentés nus, il arrive parfois de voir de la nudité masculine. On peut citer ainsi les personnages de Penis-man et Balls-man dans Re: Cutie Honey, Kaishounachi dans Ebichu ou Retto Enjô dans Super HxEros.
Le saignement de nez, qui représente l'excitation sexuelle résulte donc parfois de la vision de corps dénudés ou par les fantasmes de personnages masculins et plus rarement de personnages féminins (R-18 Love Report!).

#### Relations sexuelles
De façon générale, le ecchi ne montre pas de relations sexuelles, puisqu’il est plus suggestif que la catégorie hentai, terme utilisé par les fans occidentaux pour parler d’œuvres sexuellement explicites ou pornographiques.
Les actes sexuels sont donc généralement suggérés ou supposés, parfois à tort, via des quiproquos visuels (Kyō no go no ni). Plus rarement, les relations sexuelles sont montrées de façon érotique, par exemple dans Step up, Love Story, ou de façon comique comme dans Ebichu.

#### Pantsu
Pantsu (パンツ) est la prononciation japonaise du mot pants (culotte en anglais britannique). La vision des sous-vêtements, généralement blanc ou de couleur pâle, et parfois stylisé de motifs jugés kawaii comme des fraises (Ichigo 100%), ou des cœurs est fréquente dans les œuvres ecchi. Ils sont généralement plus jolis et mignons (kawaii) que sexys.
Les sous-vêtements peuvent être un objet important dans la trame narrative d’un épisode (Chobits épisode 4) ou d’une série (Passion panties dans Arcade Gamer Fubuki ou sous-vêtements de Yuki dans G-On Riders).
Différents contextes peuvent entraîner la vision des sous-vêtements. Il peut s’agir d’un événement naturel (vent qui soulève la jupe), d’un accident ou d’un acte volontaire. Dans le cas d’un accident ou d’un acte volontaire, un personnage masculin ou féminin peut être la cause, mais c’est généralement le personnage masculin, qui a vu les sous-vêtements, qui est puni pour les avoir vus, même s’il n’est qu’un agent passif dans la scène. Si le dévoilement des sous-vêtements est souvent une source de gêne pour les personnages féminins, il arrive que ceux-ci les montrent de façon volontaire (Aya dans Enfer et paradis).
Bien que de nombreux gags soient basés sur le fait qu’un garçon voit les sous-vêtements, il arrive aussi qu'ils soient tout simplement montrés au spectateur, sans qu’il y ait le moindre lien avec l’histoire. Ces plans sont souvent appelés panties shot et sont très présents dans le ecchi.

#### Poitrine
La poitrine des personnages féminins est le sujet de nombreux gags. Les seins sont entre autres le sujet de commentaires concernant leur taille, qu’ils soient petits ou gros. De tels commentaires de la part de personnages masculins provoquent généralement la colère de la principale concernée.
Dans de nombreux cas, la poitrine des personnages féminins se démarque par leur taille impressionnante (Eiken (en), Enfer et paradis). Il arrive parfois qu’un personnage féminin s’amuse à toucher la poitrine d’un autre personnage, parfois même de façon abusive (Eiken, Amaenaide yo!!). La situation est parfois inversée lorsqu’un personnage fait toucher ses seins à une autre fille (Melody Honey dans Arcade Gamer Fubuki).
Il arrive parfois qu’un garçon voit, touche, ou tombe sur la poitrine d’une fille. Tel que pour les sous-vêtements, que ce soit volontaire ou non, le garçon est généralement puni pour avoir vu ou touché le corps d’une fille, ce qui est même récurrent dans certaines œuvres (Asu no Yoichi!, Amaenaide yo!!, Bokusatsu tenshi Dokuro-chan et To Love Ru).

#### Vêtements
Les vêtements des personnages féminins sont souvent sexy et ne cachent parfois que superficiellement le corps, que ce soit des jupes très courtes ou des chandails très ajustés. Les vêtements peuvent aussi être très ajustés, laissant ainsi voir toutes les formes du corps, dont la forme des seins, des mamelons, des fesses, etc.
Outre les sous-vêtements qui sont très souvent visibles, différents types de vêtements sont souvent présentés. C’est entre autres le cas de vêtements qui font l’objet de fétiches, tel que les costumes de servantes, les uniformes d’écolière (Sailor fuku, buruma et costume de bain) et costumes de type cosplay.
Il ne sera pas rare de voir les vêtements des personnages féminins être déchirés lors de combats, ce qui permet de représenter plus de nudité.

#### Autre éléments
D’autres éléments sont aussi souvent utilisés dans les œuvres ecchi.
Bien qu’il ne soit pas exclusif au ecchi, le motif appelé « harem » est souvent présent. Il s’agit de situations dans laquelle un garçon est entouré par un nombre important de filles avec qui il doit cohabiter, ou qui sont simultanément amoureuses de lui (Rosario + Vampire, High School DxD, Love Hina, Amaenaide yo!!, ou To Love-ru).
Lorsque le héros est masculin, il est parfois pervers (porté vers la porno, tel que Hideki dans Chobits) ou lolicon (Sakura dans Bokusatsu tenshi Dokuro-chan), et se défendent d'être pervers ou pédophile. Lorsque le héros est féminin, il est parfois suivi par un paparazzi ou un rôdeur (stalker) (Sanpeita dans Arcade Gamer Fubuki et Mitsuru dans Ghost Talker’s Daydream). Les blagues concernant la perversité ou la déviance sexuelle supposée de ces personnages masculins sont donc courantes.
Bien qu’il s’agisse d’un genre principalement populaire chez un jeune public féminin, quelques œuvres reprennent l’idée du genre  magical girl (魔法少女, mahō shōjo), dans lequel le personnage principal est une jeune fille possédant des pouvoirs magiques leur permettant de se transformer en super héros. Dans le ecchi, le genre peut alors être transformé en parodie (Papillon Rose).

## Galerie d'images
Sur internet, plusieurs sites spécialisés proposent des galeries de dessins dit ecchi. Les dessins représentent des personnages tirés d'œuvres japonaises, que ce soit de jeux vidéo, d'anime ou de manga, mais aussi des dessins originaux reprenant la même esthétique. Ces images reprennent certain concepts du ecchi et du moe, proposant ainsi une gamme de contenu allant de mignon à sexy à érotique léger, mais certain sites offrent aussi du contenu pornographique (hentai). Si le mode de fonctionnement de ces sites peut être variable (blog, board, forum…), la provenance des images envoyées par les contributeurs est généralement douteuse et va possiblement à l'encontre des droits des auteurs originaux des images, que ce soit des œuvres commerciales, des dōjinshi ou des dessins amateurs trouvés sur d'autres sites internet, puisque le nom de l'auteur ou la source de l'image est souvent introuvable.

## Quelques œuvresecchi

### Manga et anime
- Bleu Indigo
- Ai yori aoshi enishi
- Aika
- Amaenaide yo!!
- Angel
- Asatte dance
- Asobi ni Iku yo!
- B Gata H Kei
- Bakuretsu tenshi
- Bokusatsu tenshi Dokuro-chan
- Chobits
- Colorful
- DearS
- DNA²
- Enfer et Paradis
- Golden Boy
- Highschool of the Dead
- High School DxD
- Ichigo 100%
- Infinite Stratos
- Ikki Tousen
- Kanokon
- Kiss × sis
- Ma femme est une étudiante
- Manyuu Hikenchou
- Nagasarete Airantō
- Onegai Teacher
- Onegai Twins
- Pastel
- Princess Lover!
- Prison School
- Queen's Blade
- The Qwaser of Stigmata
- Rosario + Vampire
- Sekirei
- Step up, Love Story
- To Love-ru: Trouble
- Yakuza Girl
- Tombée du ciel

### Anime
- Absolute Duo
- AIKa R-16: Virgin Mission
- Akikan!
- The Asterisk War
- Bikini Warriors
- Dakara Boku wa, H ga Dekinai
- Green Green TV
- Hentai ōji to warawanai neko.
- Hundred
- He is my master
- Magikano
- Makenki
- Shinmai Maō no Tesutamento
- Strike Witches
- Taimadou Gakuen 35 Shiken Shoutai
- To Love-ru
- Triage X
- Trinity Seven
- Uzaki-chan Wants to Hang Out!
- Yosuga no Sora
- Yumeria
- Zero No Tsukaima
- Food Wars!

### Visual novel
- Doki Doki Majo Shinpan!